# Box la Jocurile Olimpice de vară din 2016
Probele de box la Jocurile Olimpice de vară din 2016 s-au desfășurat în perioada 6 - 21 august la Riocentro din Rio de Janeiro.

## Formatul competiției
Boxerii masculini au luptat în următoarele zece categorii:
- Semimuscă (Light Flyweight) - 49 kg
- Muscă (Flyweight) - 52 kg
- Cocoș (Bantamweight) - 56 kg
- Semiușoară (Lightweight) - 60 kg
- Ușor (Light welterweight) - 64 kg
- Semi-mijlocie (Welterweight) - 69 kg
- Mijlocie (Middleweight) - 75 kg
- Semigrea (Light heavyweight) - 81 kg
- Grea (Heavyweight) - 91 kg
- Supergrea (Super heavyweight) - +91 kg

Boxerii feminini vor luptat în următoarele trei categorii:
- Muscă (Flyweight) - 51 kg
- Semiușoară (Lightweight) - 60 kg
- Mijlocie (Middleweight) - 75 kg

## Calendarul competiției
D= După-amiază ; S=Seară (Sesiunea)
| P | Runda preliminară | ¼ | Sferturi de finală | ½ | Semifinală | F | Finală |

| Dată    | August  | August  | August  | August  | August  | August  | August  | August  | August  | August  | August  | August  | August  | August  | August  | August  | August  | August  | August  | August  | August  | August  | August  | August  | August  | August  | August  |
| Dată    | 6       | 6       | 7       | 7       | 8       | 8       | 9       | 9       | 10      | 10      | 11      | 11      | 12      | 12      | 13      | 13      | 14      | 14      | 15      | 15      | 16      | 16      | 17      | 18      | 19      | 20      | 21      |
| Probă   | D       | S       | D       | S       | D       | S       | D       | S       | D       | S       | D       | S       | D       | S       | D       | S       | D       | S       | D       | S       | D       | S       | D       | D       | D       | D       | D       |
| Bărbați | Bărbați | Bărbați | Bărbați | Bărbați | Bărbați | Bărbați | Bărbați | Bărbați | Bărbați | Bărbați | Bărbați | Bărbați | Bărbați | Bărbați | Bărbați | Bărbați | Bărbați | Bărbați | Bărbați | Bărbați | Bărbați | Bărbați | Bărbați | Bărbați | Bărbați | Bărbați | Bărbați |
| ------- | ------- | ------- | ------- | ------- | ------- | ------- | ------- | ------- | ------- | ------- | ------- | ------- | ------- | ------- | ------- | ------- | ------- | ------- | ------- | ------- | ------- | ------- | ------- | ------- | ------- | ------- | ------- |
| 49 kg   | P       | P       |         |         | P       |         |         |         | ¼       | ¼       |         |         | ½       |         |         |         | F       |         |         |         |         |         |         |         |         |         |         |
| 52 kg   |         |         |         |         |         |         |         |         |         |         |         |         |         |         | P       | P       |         |         | P       | P       |         |         | ¼       |         | ½       |         | F       |
| 56 kg   |         |         |         |         |         |         |         |         | P       | P       | P       | P       |         |         |         |         | P       | P       |         |         | ¼       | ¼       |         | ½       |         | F       |         |
| 60 kg   | P       | P       | P       | P       |         |         | P       | P       |         |         |         |         | ¼       | ¼       |         |         | ½       | ½       |         |         |         | F       |         |         |         |         |         |
| 64 kg   |         |         |         |         |         |         |         |         | P       | P       | P       | P       |         |         |         |         | P       | P       |         |         | ¼       | ¼       |         |         | ½       |         | F       |
| 69 kg   |         |         | P       | P       | P       | P       |         |         |         |         | P       | P       |         |         | ¼       | ¼       |         |         | ½       | ½       |         |         | F       |         |         |         |         |
| 75 kg   |         |         |         |         | P       | P       | P       | P       |         |         |         |         | P       | P       |         |         |         |         | P       | P       |         |         |         | ½       |         | F       |         |
| 81 kg   | P       | P       | P       | P       |         |         |         |         | P       | P       | P       | P       |         |         |         |         | ¼       | ¼       |         |         | ½       | ½       |         | F       |         |         |         |
| 91 kg   | P       | P       |         |         | P       |         |         |         | ¼       | ¼       |         |         |         |         | ½       | ½       |         |         |         | F       |         |         |         |         |         |         |         |
| +91 kg  |         |         |         |         |         |         | P       | P       |         |         |         |         |         |         | P       | P       |         |         |         |         | ¼       | ¼       |         |         | ½       |         | F       |
| Femei   |         |         |         |         |         |         |         |         |         |         |         |         |         |         |         |         |         |         |         |         |         |         |         |         |         |         |         |
| 51 kg   |         |         |         |         |         |         |         |         |         |         |         |         | P       | P       |         |         |         |         |         |         | ¼       | ¼       |         | ½       |         | F       |         |
| 60 kg   |         |         |         |         |         |         |         |         |         |         |         |         | P       | P       |         |         |         |         | ¼       | ¼       |         |         | ½       |         | F       |         |         |
| 75 kg   |         |         |         |         |         |         |         |         |         |         |         |         |         |         |         |         | P       | P       |         |         |         |         | ¼       |         | ½       |         | F       |

## Medaliați

### Masculin
| Event  | Aur                                      | Argint                                              | Bronz                                             |
| 49 kg  | Hasanboy Dusmatov · Uzbekistan (UZB)     | Yuberjén Martínez · Columbia (COL)                  | Joahnys Argilagos · Cuba (CUB)                    |
| 49 kg  | Hasanboy Dusmatov · Uzbekistan (UZB)     | Yuberjén Martínez · Columbia (COL)                  | Nico Hernández · Statele Unite ale Americii (USA) |
| 52 kg  | Shakhobidin Zoirov · Uzbekistan (UZB)    | Misha Aloyan · Rusia (RUS)                          | Yoel Finol · Venezuela (VEN)                      |
| 52 kg  | Shakhobidin Zoirov · Uzbekistan (UZB)    | Misha Aloyan · Rusia (RUS)                          | Hu Jianguan · China (CHN)                         |
| 56 kg  | Robeisy Ramírez · Cuba (CUB)             | Shakur Stevenson · Statele Unite ale Americii (USA) | Vladimir Nikitin · Rusia (RUS)                    |
| 56 kg  | Robeisy Ramírez · Cuba (CUB)             | Shakur Stevenson · Statele Unite ale Americii (USA) | Murodjon Akhmadaliev · Uzbekistan (UZB)           |
| 60 kg  | Robson Conceição · Brazilia (BRA)        | Sofiane Oumiha · Franța (FRA)                       | Lázaro Álvarez · Cuba (CUB)                       |
| 60 kg  | Robson Conceição · Brazilia (BRA)        | Sofiane Oumiha · Franța (FRA)                       | Dorjnyambuugiin Otgondalai · Mongolia (MGL)       |
| 64 kg  | Fazliddin Gaibnazarov · Uzbekistan (UZB) | Lorenzo Sotomayor · Azerbaidjan (AZE)               | Vitaly Dunaytsev · Rusia (RUS)                    |
| 64 kg  | Fazliddin Gaibnazarov · Uzbekistan (UZB) | Lorenzo Sotomayor · Azerbaidjan (AZE)               | Artem Harutyunyan · Germania (GER)                |
| 69 kg  | Daniyar Yeleussinov · Kazahstan (KAZ)    | Shakhram Giyasov · Uzbekistan (UZB)                 | Mohammed Rabii · Maroc (MAR)                      |
| 69 kg  | Daniyar Yeleussinov · Kazahstan (KAZ)    | Shakhram Giyasov · Uzbekistan (UZB)                 | Souleymane Cissokho · Franța (FRA)                |
| 75 kg  | Arlen López · Cuba (CUB)                 | Bektemir Melikuziev · Uzbekistan (UZB)              | Misael Rodríguez · Mexic (MEX)                    |
| 75 kg  | Arlen López · Cuba (CUB)                 | Bektemir Melikuziev · Uzbekistan (UZB)              | Kamran Shakhsuvarly · Azerbaidjan (AZE)           |
| 81 kg  | Julio César La Cruz · Cuba (CUB)         | Adilbek Niyazymbetov · Kazahstan (KAZ)              | Mathieu Bauderlique · Franța (FRA)                |
| 81 kg  | Julio César La Cruz · Cuba (CUB)         | Adilbek Niyazymbetov · Kazahstan (KAZ)              | Joshua Buatsi · Marea Britanie (GBR)              |
| 91 kg  | Evgeny Tishchenko · Rusia (RUS)          | Vasiliy Levit · Kazahstan (KAZ)                     | Rustam Tulaganov · Uzbekistan (UZB)               |
| 91 kg  | Evgeny Tishchenko · Rusia (RUS)          | Vasiliy Levit · Kazahstan (KAZ)                     | Erislandy Savón · Cuba (CUB)                      |
| +91 kg | Tony Yoka · Franța (FRA)                 | Joe Joyce · Marea Britanie (GBR)                    | Filip Hrgović · Croația (CRO)                     |
| +91 kg | Tony Yoka · Franța (FRA)                 | Joe Joyce · Marea Britanie (GBR)                    | Ivan Dychko · Kazahstan (KAZ)                     |

### Feminin
| Event | Aur                                                 | Argint                          | Bronz                              |
| 51 kg | Nicola Adams · Marea Britanie (GBR)                 | Sarah Ourahmoune · Franța (FRA) | Ren Cancan · China (CHN)           |
| 51 kg | Nicola Adams · Marea Britanie (GBR)                 | Sarah Ourahmoune · Franța (FRA) | Ingrit Valencia · Columbia (COL)   |
| 60 kg | Estelle Mossely · Franța (FRA)                      | Yin Junhua · China (CHN)        | Mira Potkonen · Finlanda (FIN)     |
| 60 kg | Estelle Mossely · Franța (FRA)                      | Yin Junhua · China (CHN)        | Anastasia Belyakova · Rusia (RUS)  |
| 75 kg | Claressa Shields · Statele Unite ale Americii (USA) | Nouchka Fontijn · Olanda (NED)  | Dariga Shakimova · Kazahstan (KAZ) |
| 75 kg | Claressa Shields · Statele Unite ale Americii (USA) | Nouchka Fontijn · Olanda (NED)  | Li Qian · China (CHN)              |

## Clasament pe medalii
| Loc   | Țară                       | Aur | Argint | Bronz | Total |
| ----- | -------------------------- | --- | ------ | ----- | ----- |
| 1     | Uzbekistan                 | 3   | 2      | 2     | 7     |
| 2     | Cuba                       | 3   | 0      | 3     | 6     |
| 3     | Franța                     | 2   | 2      | 2     | 6     |
| 4     | Kazahstan                  | 1   | 2      | 2     | 5     |
| 5     | Rusia                      | 1   | 1      | 3     | 5     |
| 6     | Marea Britanie             | 1   | 1      | 1     | 3     |
| 6     | Statele Unite ale Americii | 1   | 1      | 1     | 3     |
| 8     | Brazilia                   | 1   | 0      | 0     | 1     |
| 9     | China                      | 0   | 1      | 3     | 4     |
| 10    | Azerbaidjan                | 0   | 1      | 1     | 2     |
| 10    | Columbia                   | 0   | 1      | 1     | 2     |
| 12    | Olanda                     | 0   | 1      | 0     | 1     |
| 13    | Croația                    | 0   | 0      | 1     | 1     |
| 13    | Finlanda                   | 0   | 0      | 1     | 1     |
| 13    | Germania                   | 0   | 0      | 1     | 1     |
| 13    | Mexic                      | 0   | 0      | 1     | 1     |
| 13    | Mongolia                   | 0   | 0      | 1     | 1     |
| 13    | Maroc                      | 0   | 0      | 1     | 1     |
| 13    | Venezuela                  | 0   | 0      | 1     | 1     |
| Total | Total                      | 13  | 13     | 26    | 52    |